# Флавий Афраний Сиагрий
Вижте пояснителната страница за други личности с името Сиагрий.
Флавий Афраний Сиагрий (на латински: Flavius Afranius Syagrius) е политик на Римската империя през 4 век.
Афраний е син на Клодорей и е член на римската аристократична фамилия Афрании-Сиагрии от Лион в Галия.
През 369 г. той работи като notarius при император Валентиниан I и magister memoriae  през 379 г. в палата на Грациан. Същата година става проконсул на Африка. От 380 до 382 г. той е преториански префект на Италия. През 381 г. е praefectus urbi на Рим. През 382 г. Афраний е консул заедно с Флавий Клавдий Антоний.
Дъщеря му Сиагрия (clarissima femina, * 390 г.) става майка на Тонантий Фереол (преториански префект на Галия през 451 г.)